# Handräckningsvärnpliktig

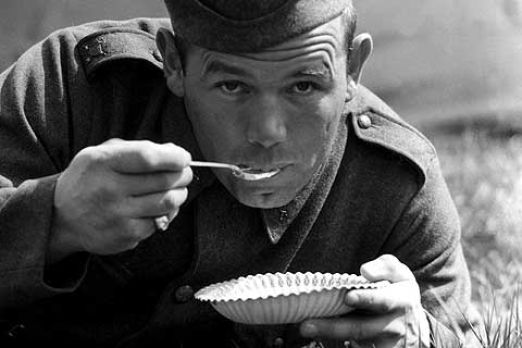
Ingemar Johansson äter ärtsoppa i filmen För tapperhet i tält (1965), en svensk militärfars. Johansson spelar "malaj" och ger tillsammans med de andra på kompaniet sina befäl gråa hår.

Handräckningsvärnpliktig, även i nedsättande bemärkelse kallad malaj, var i Sveriges försvarsmakt en värnpliktig som gjorde sin värnplikt genom att understödja de förband där personalen utbildades till militära uppgifter. Efter 1981 kallades handräckningsvärnpliktiga istället "Bevaknings- och depåvärnpliktig".

## Kategoriklyvning
Enligt 1925 och 1936 års försvarordningar, inkallades inte alla som tillhörde årsklassen. Icke-vapenföra – de som under senare försvarsordningar skulle bli handräckningsvärnpliktiga – inkallades inte. En del av den vapenföra årsklassen slapp också värnpliktstjänstgöring. Andra inkallades, men placerades i ersättningsreserven och tjänstgjorde som handräckningsvärnpliktiga. Enligt 1925 års försvarordning, tjänstgjorde de då under 140 dagar, medan de till linjetjänst uttagna gjorde 225 dagar. Enligt 1936 års försvarsordning, gjorde de som tillhörde ersättningsreserven (handräckningsvärnpliktiga) 180 dagars första tjänstgöring, medan de som tillhörde linjen 175 dagar. För dessa tillkom dock repetitionsövningar. 

## Icke-vapenföra
Enligt 1942 års försvarsordning och därefter inkallades i princip samtliga av årsklassen till värnpliktstjänstgöring. De icke vapenföra blev därvid handräckningsvärnpliktiga. Personer som hade ännu sämre hälsoförutsättningar erhöll frisedel, och slapp fullgöra värnplikt.
Vid mönstringen testades de inkallades fysiska och psykiska förmågor och intelligens inför värnpliktstjänstgöringen. Baserat på resultaten placerades man i olika militära utbildningar. Personer som inte bedömdes klara av militär tjänstgöring placerades i stället som handräckningsvärnpliktiga och fick till exempel göra sin värnplikt i ett regementes textilförråd eller kontor. 